# Taco Cabana
Taco Cabana ist eine US-amerikanische Schnellimbiss-Restaurantkette, spezialisiert auf Mexikanische Küche. 2019 hatte Taco Cabana 164 Filialen in Texas, Oklahoma und New Mexico. Die meisten Taco-Cabana-Restaurants haben einen Drive-thru und viele sind 24 Stunden am Tag geöffnet. Taco Cabana ist bekannt für seine offenen „Patio Dining Areas“. Die meisten Gerichte sind „hausgemacht“, so die Fajitas (Bohnen), die auf einem Grill mit offener Flamme zubereitet werden.

## Geschichte
Das erste Taco-Cabana-Restaurant wurde von Felix Stehling 1978 in San Antonio-Midtown gegründet. Stehling entschied sich, dort auch einen Taco-Stand zu eröffnen. Stehlings Frau Billie Jo erfand das Dekor für die sich bildende Kette.
Trotz des rapiden Wachstums entschied sich Stehling zunächst, die Kontrolle in der Familie zu behalten. Seine zwei Brüder vergrößerten mit ihm die Kette, verließen sie aber 1986 wieder. 1987 wurde Richard Cervera Geschäftsführer von Taco Cabana. Mitte der 1990er begann Cervera mit dem Schnellimbiss. Cevera wurde durch Clark ersetzt. Dieser hatte 15 Jahre Erfahrung in der Essensindustrie und verlangsamte Pläne für die weitere Expansion. Ende 1996 zeigte Taco Cabana einen neuen Restauranttyp in der Dallas Fort Worth Area. Es hatte eine abgerundete Vorderseite, Tonfliesendach und Holzparkett. Das Design sollte dem Kunden vermitteln, in einem alten mexikanischen Hotel zu sitzen. 2000 gab Taco Cabana fast 30 Millionen Dollar aus, um das Image der Kette zu verbessern und um das Wachstum zu erhöhen. Clark verließ die Firma. Taco Cabana wuchs und stellte 2001 das mexikanische Grillkonzept vor.
Von 2004 bis 2005 fügte Taco Cabana fünf neue Restaurants hinzu und hatte 120 Filialen. Während der „Great Recession“ versuchte Taco Cabana, Kunden durch bessere Qualität anzulocken und rollte das neue „Cabana Cares“-Programm auf.